# Phan Thị Kim Phúc
Phan Thị Kim Phúc [faːŋ tʰɪ̂ˀ kim fúk͡p̚] (ur. w 1963) – Kanadyjka pochodzenia wietnamskiego, znana jako ofiara nalotu napalmowego na wieś Trảng Bàng w Wietnamie Południowym. Jej zdjęcie, kiedy jako dziewięcioletnia, naga i poparzona napalmem dziewczynka ucieka z płonącej wsi, obiegło świat i dziś jest jednym z symboli brutalności wojny w Wietnamie. Zdjęcie wykonał pracujący dla agencji Associated Press wietnamsko-amerykański fotograf Nick Ut. Phan Thị Kim Phúc od 1994 roku jest ambasadorem dobrej woli UNESCO.